# ميغيل مارتينيز (مصارع رياضي)
ميغيل مارتينيز هو مصارع رياضي كوبي، ولد في 23 مارس 1991 في سانتياغو دي كوبا في كوبا.

## وصلات خارجية
- ميغيل مارتينيز على موقع قاعدة بيانات المصارعة الدولية (الإنجليزية)
- ميغيل مارتينيز على موقع اللجنة الأولمبية الدولية (الإنجليزية)
- ميغيل مارتينيز على موقع أوليمبيديا (الإنجليزية)